# Pioner-Moskvy-Typ
Der Pioner-Moskvy-Typ war ein für die Holzfahrt gebauter russischer Stückgutfrachtschiffstyp. Von dem Typ ist ein Schiff erhalten und für eine ägyptische Reederei in Fahrt (Stand Dezember 2024).

## Geschichte
Von dem Schiffstyp wurden als Projekt 1590P 27 Einheiten auf der Werft Vyborg Shipyard in Wyborg für verschiedene Reedereien gebaut und zwischen Mitte 1973 und Ende 1981 abgeliefert wurden. Zwölf Schiffe gingen an die Northern Shipping Company, sieben an die Sakhalin Shipping Company, drei Schiffe an die Far-Eastern Shipping Company, zwei Schiffe wurden für das Ministeriums für Erdöl- und Gaswirtschaft der UdSSR (Mingazprom) und drei weitere Einheiten für den Export gebaut.
Die Schiffe blieben größtenteils rund 30 bis 35 Jahre in Fahrt. Die ersten Einheiten wurden 2009 verschrottet. Lediglich ein Schiff der Serie ist noch in Fahrt. Die im Januar 1981 abgelieferte Juno Navigator wurde 1990 nach Italien verkauft und umfangreich zu einem Forschungs- und Versorgungsschiff umgebaut. Das in Italica umbenannte Schiff wurde bis 2017 im Rahmen des italienischen Antarktis-Forschungsprogramms für Forschungsfahrten und die Versorgung der italienischen Forschungsstationen in der Antarktis genutzt.

## Beschreibung
Die Schiffe wurden von einem in Lizenz gebauten B&W-Dieselmotor des Typs 5DKRN62/140-3 mit 4490 kW Leistung angetrieben. Der Motor wirkte auf einen Propeller.
Die Schiffe verfügten über vier Laderäume. Die Laderäume waren mit Faltlukendeckeln verschlossen. Laderaum 1 und Laderaum 2 verjüngten sich jeweils nach vorne. Alle vier Laderäume hatten nach vorne und hinten sowie zu den Seiten etwas Unterstau. Die Gesamtkapazität der Laderäume betrug 8250 m³ für Stück- und 8435 m³ für Schüttgüter. Die Tankdecke in Laderaum 1 konnte mit 10 t/m² und die in den Laderäumen 2 bis 4 mit 12 t/m² belastet werden. Die Lukendeckel von Laderaum 1 konnten mit 1,75 t/m², die Lukendeckel von Laderaum 2 bis 4 mit 2,2 t/m² belastet werden. Die Abmessungen der Laderäume wie auch deren Kapazitäten und die Tragfähigkeit der Schiffe wurden von den Reedereien teilweise leicht abweichend angegeben.
Die Schiffe waren für die Holzfahrt konzipiert, konnten neben Rund- und Paketholz aber auch andere Stückgüter sowie Schüttgüter laden. Weiterhin waren die Schiffe für den Transport von Containern vorbereitet. Die Containerkapazität betrug 212 TEU. 132 TEU konnten in den Laderäumen 2 bis 4, 80 TEU an Deck geladen werden.
Die Schiffe waren mit Ladegeschirr ausgerüstet. Dies bestand aus zwei Masten, die zwischen Laderaum 1 und 2 bzw. Laderaum 3 und 4 angeordnet und jeweils mit zwei Ladebäumen ausgestattet waren. Drei der Ladebäume konnten 30 t, einer 40 t heben. Bei einigen der Schiffe wurden die Ladebäume später entfernt, ebenso wie teilweise dann auch die Masten.
Der Rumpf der Schiffe war eisverstärkt (Eisklasse 1A Super).

## Schiffe
| Pioner-Moskvy-Typ         | Pioner-Moskvy-Typ | Pioner-Moskvy-Typ | Pioner-Moskvy-Typ              | Pioner-Moskvy-Typ | Pioner-Moskvy-Typ                                                                                        |
| Bauname                   | Baunummer         | IMO-Nummer        | Reederei                       | Ablieferung       | Spätere Namen und Verbleib                                                                               |
| ------------------------- | ----------------- | ----------------- | ------------------------------ | ----------------- | --- |
| Pioner Moskvy             | 507               | 7334785           | Northern Shipping Company      | Juni 1973         | 1997: Riga Trader, 2000: Silver Pearl, 2006: Lady Alexandra, 2010 verschrottet                           |
| Pioner Arkhangelska       | 508               | 7418452           | Northern Shipping Company      | Mai 1974          | 1998: Blue Pearl, 2002: Tumnin, 2011 verschrottet                                                        |
| Pioner Sakhalina          | 509               | 7420572           | Sakhalin Shipping Company      | August 1974       | 2013 verschrottet                                                                                        |
| Pioner Yuzhno-Sakhalinska | 510               | 7436569           | Sakhalin Shipping Company      | November 1974     | 2013 verschrottet                                                                                        |
| Pioner Kholmska           | 511               | 7507112           | Sakhalin Shipping Company      | Januar 1975       | 2013 verschrottet                                                                                        |
| Pioner Severodvinska      | 512               | 7518240           | Northern Shipping Company      | Juni 1975         | 2011 verschrottet                                                                                        |
| Pioner Onegi              | 513               | 7524354           | Northern Shipping Company      | Dezember 1975     | 1999: Fjord Pearl, 2002: Tugur, 2012 verschrottet                                                        |
| Pioner Slavyanki          | 514               | 7529691           | Far Eastern Shipping Company   | September 1975    | 2009 verschrottet                                                                                        |
| Pioner Chukotki           | 515               | 7611157           | Far Eastern Shipping Company   | 1975              | 2009 verschrottet                                                                                        |
| Pioner Rossii             | 516               | 7620316           | Sakhalin Shipping Company      | April 1976        | 2013 verschrottet                                                                                        |
| Pioner Kamchatki          | 517               | 7620304           | Sakhalin Shipping Company      | Juni 1976         | 2009 verschrottet                                                                                        |
| Pioner Estonii            | 518               | 7640720           | Northern Shipping Company      | September 1976    | 2010 verschrottet                                                                                        |
| Pioner Litvy              | 519               | 7644013           | Northern Shipping Company      | Mai 1977          | 2009: Pioneer Win, 2010 verschrottet                                                                     |
| Pioner Buryatii           | 520               | 7645328           | Sakhalin Shipping Company      | August 1977       | 2011 verschrottet                                                                                        |
| Pioner Yakutii            | 521               | 7646750           | Northern Shipping Company      | Mai 1977          | 2010: Amr R, 2019 verschrottet                                                                           |
| Pioner Kirgizii           | 522               | 7731969           | Far Eastern Shipping Company   | September 1977    | 2013 verschrottet                                                                                        |
| Pioner Karelii            | 523               | 7733668           | Northern Shipping Company      | Juni 1978         | 2012 verschrottet                                                                                        |
| Pioner Belorussii         | 524               | 7733656           | Northern Shipping Company      | September 1978    | 2010 verschrottet                                                                                        |
| Pioner Kazakhstana        | 525               | 7741251           | Northern Shipping Company      | Oktober 1978      | 2010: Kareem R                                                                                           |
| Pioner Moldavii           | 526               | 7741263           | Northern Shipping Company      | Juni 1979         | 2012 verschrottet                                                                                        |
| Pioner Uzbekistana        | 527               | 7831886           | Sakhalin Shipping Company      | Mai 1980          | 1998: Riga Merchant, 1999: Black Pearl, 2006: Pioner Korsakova, 2014 verschrottet                        |
| Pavel Korchagin           | 528               | 7832775           | Northern Shipping Company      | August 1980       | 2013 verschrottet                                                                                        |
| Jugo Navigator            | 529               | 7942075           | Beoplov Shipping Company       | Januar 1981       | Jugonavigator, 1990: Zuil, Umbau zum Forschungs- und Versorgungsschiff, 1990: Italica, 2017 verschrottet |
| Rabenau                   | 530               | 7942350           | Deutfracht/Seereederei Rostock | September 1979    | 1993: Tekhnolog Konyukhov, 2014 verschrottet                                                             |
| Heidenau                  | 531               | 7942348           | Deutfracht/Seereederei Rostock | Dezember 1979     | 1987: Ivan Ryabov, 2017 verschrottet                                                                     |
| Pioner Okhi               | 532               | 7943201           | Mingazprom                     | Februar 1981      | 1997: Anatoliy Torchinov, 2017 verschrottet                                                              |
| Pioner Koly               | 533               | 8033194           | Mingazprom                     | Dezember 1981     | 2016 verschrottet                                                                                        |